# ノーキー・エドワーズ
ノーキー・エドワーズ（Nokie Edwards、1935年5月9日 - 2018年3月12日）は、アメリカ合衆国出身のギタリスト。ザ・ベンチャーズの初代ベーシストであり、2代目リード・ギタリスト。

## 略歴
チェロキー族の血を引く家系の12人兄弟の1人としてオクラホマ州ラホマに生まれ、後に一家の転居に伴いワシントン州ピュアラップで育つ。家族や親族の大多数が何かしら楽器を演奏出来たという恵まれた環境の中、5歳からギターを手にするようになる。初めて弾いたギターは、家族所有のステラ社製アコースティックギターであった。9歳時にはバンジョーやマンドリン、フィドル、ベースなど様々な弦楽器も習得していたが、更なる上達を目指すために11歳の頃にギターに専念、加えてタコマのタレントコンテストで優勝したのを切っ掛けに人前で演奏する機会が増し、音楽で初めてギャラを得たのも同時期であった。また、エレキギターを初めて弾いたのは12歳頃だったという。
17歳の頃に初めて自分のエレキギターを手に入れ、ナイトクラブやラジオ番組に出演するなどを経て本格的にプロとしての活動を始める。カントリーバンドでの活動が主であったが、後に流行り出したロックンロールに興味を抱き、それらのレコードを買い漁っては聴き込むことで、そのエッセンスを吸収して行った。
1958年、カリフォルニアからタコマに活動拠点を移したバック・オーウェンスが同地でバンドを結成することとなり、スカウトを受けたエドワーズはギタリストとして加入する。また、オーウェンスがKAYEラジオのオーナーを務めていた関係から、同じ社屋にあったKTNTテレビの専属バンドの一員としても活動していた。
1959年、スポケーンのナイトクラブで演奏していた際、ザ・ベンチャーズの中心メンバーであるドン・ウィルソンとボブ・ボーグルに出会い、メンバーに誘われる。カントリー中心の音楽活動に満足出来なくなっていたこともあり、2人からの誘いに応じてベーシストとして加入、その直後にレコーディングした「ウォーク・ドント・ラン（急がば廻れ）」が全米2位のヒットを記録したことで自身の知名度も上がることとなった。後にボーグルの申し出で担当楽器を交代することとなり、ザ・ベンチャーズのリード・ギタリストとして活躍、バンドの全盛期に貢献した。
1968年、エドワーズは牧場を手に入れ、馬主として競馬界に進出することとなる。そのため、ツアーへの同行が困難になったため、ザ・ベンチャーズを脱退する。以降の音楽活動はナイトクラブの出演やスタジオ・レコーディングの参加、ソロ･アルバムの製作など散発的なものとなり、当時はレオン・ラッセル、グレン・キャンベル、デラニー&ボニーらと活動を行っていた。
1972年にエドワーズと入れ替わりに加入したジェリー・マギーがザ・ベンチャーズを離れたためメンバーに復帰、1985年に再び脱退するまで活動を続けた。その後はナッシュビルに拠点を移し、カントリー・ミュージックに深く根ざした音楽活動を展開。様々なミュージシャンとコラボレーションを行ったり、アルバム製作や来日公演も定期的に続けていた。
1999年より、ゲストという体裁ながらもザ・ベンチャーズのレコーディングやライブへ再び関わる様になる。更に、同年からザ・ベンチャーズの来日公演が夏と冬にそれぞれ行われる事になり、スケジュールの都合で参加出来ないジェリー・マギーに代わる形で冬のツアーに参加していた。この体制での公演は2012年まで続き、日本ではエドワーズとマギー各々のザ・ベンチャーズを楽しむことができた。
2004年4月、ザ・ベンチャーズのメンバーと共に日米交流150周年記念外務大臣賞を受賞。ドン・ウィルソン、ボブ・ボーグルと共に、シアトルセンターで催された授賞式に出席した。
2008年5月、ザ・ベンチャーズがロックの殿堂入りを果たしたことから、ドン・ウィルソン、リオン・テイラー、ボブ・スポルディング、ジョン・ダリルらと共に、ニューヨーク・ウォルドルフ・アストリアホテルで催された授賞式に出席。記念に行われたライブでは「急がば廻れ（ウォーク・ドント・ラン）」と「ハワイ・ファイブ・オー」の2曲が披露されたが、前者ではベースを、後者ではリードギターをそれぞれ担当した。
2010年4月、ザ・ベンチャーズのメンバーと共に旭日小綬章を受章。
2016年、自身の高齢と体力低下により最後の来日ツアーを表明。同年4月14日に起きた熊本地震からの復興を応援するチャリティー公演を兼ねたもので、9月から10月にかけて熊本など5都県を巡った。
2018年3月12日、前年末に受けた臀部手術後の感染症に起因する合併症により死去。82歳没。

## 音楽性
ギターはまったくの独学で、カントリー・ミュージックやブルーグラスから得た技術がエドワーズの音楽的バックグラウンドとなっている。自身にとってのギターヒーローはレス・ポールとチェット・アトキンスであり、後にマール・トラヴィスも好むようになったという。演奏中に取り込むフィンガーピッキングや高度なカントリーリックからその影響がうかがえる。
使用するピックは、かつてはフラットピックが主体であったが、カントリー・ミュージックへの傾倒を深めるにつれ、1970年代からサムピックを併用することが多くなり、後年ではほとんどの曲をサムピックで演奏していた。また、フィンガーピッキングの際の爪の保護のために、薄いグラスファイバーを爪に貼っていた。
ギターの音色も各年代毎に変化している。初期のクリーンかつ硬質なトーン、モズライトを使っていた頃のファズとブリッジ・ピックアップ・ポジションから繰り出す金属的なサウンド、1970年代前半におけるナチュラル・ディストーション・サウンド、そして後年のソフトなクリーン・トーンと変化している。
1970年代にはワウペダル等を使用したこともあるが、基本的にエフェクト類は多用せずアンプで音作りをするスタイルである。スティールギター奏者のレッド・ローズがエドワーズの為に特別製作したファズやコンプレッサーを使用する程度で、後者は近年まで使用していたという。

### ライトゲージ
現在では広く使用されているライトゲージ弦であるが、普及の切っ掛けはエドワーズだと言われている。かつてのギター弦にはライトゲージのセットが販売されておらず、エドワーズ自身も1弦と同じ弦を2弦コースに張ったり、1弦のコースにバンジョーの弦を張って2弦から6弦のコースにそれぞれ1弦から5弦のゲージを張るなどの工夫をしていたが、後にエドワーズの要望にこたえる形でアーニー・ボール社がライトゲージ弦を製作したという。

### 主な使用機材
- モズライト
  - 1962年、所有していたテレキャスターのネックを削り直してもらえる工房を探していた際、友人（ジーン・モールスという説が有力である[注釈 4]）を通じてセミー・モズレーを紹介され、低いフレットで細いネック及びパワフルな音質を持ったモズライトギターを知ることとなる。テレキャスターを修理に預ける間、試作品の1本を借りて『サーフィン』のレコーディングに使用したところ[12]、その性能を確信したエドワーズは200ドル（250ドルとも）で買い取ってメインのギターとして使用するようになる。1963年からドン・ウィルソンとボブ・ボーグルもエドワーズの勧めでモズライトを扱うようになり、それに伴い「ザ・ベンチャーズ・モデル」が製作され、1967年までライセンス契約を結ぶに至った。70年代以降は使用する機会が減ったものの、その後もモズレーとの親交は続き、1989年と1992年にそれぞれ「ノーキー・エドワーズモデル」が製作されている。

- ヒッチハイカー ノーキー・エドワーズモデル[14]
  - 2000年代始め頃から亡くなる直前までメインのギターとして愛用していたスルー・ネック仕様のモデル。ジャクソン・ギターの協力の下、自らがプロデュースを行い製作されたもので、ノーキーの頭文字である「n」を表したヘッドデザインが、図らずも親指を立ててるように見えたことから「ヒッチハイカー」と名付けられた[15]。ファンからのイメージを考慮して、ボディシェイプはモズライトを模した形状になっている[16]。

- フェンダー
  - テレキャスター
  - ストラトキャスター
  - ジャズマスター
  - ジャズベース
  - プレシジョンベース
- フェンダー・ジャパンテレキャスター ノーキー・エドワーズモデル

- トニー・ハント ノーキー・エドワーズモデル
  - モズライトのルシアーであったトニー・ハント製作のカスタムモデル。パーム・ペダル搭載と非搭載の機種をそれぞれ使用しており、前者は80年代前半にメインのギターとして扱われているのを当時のライヴ映像やプレス写真で見ることが出来る[17]。また、後者は寺内タケシとの共演アルバム[18]のジャケット等で確認出来る。6弦にキース・チューナーを取り付けていた。

- オベーション
- カーヴィン
- ギブソン・チェット・アトキンスCE
- アリア ベンチャーズモデルベース
- ゴダンギター
- コーラル エレクトリックシタール（英語版）
- フェンダー・バンドマスターアンプ
- Mosrite awardギターアンプ
- PEAVEYアンプ
- ローランドJC-120

## エピソード
- 1961年に一度、ザ・ベンチャーズを離れている。前述のジーン・モールスらと共に「マークスメン (The Marksmen)」なるバンドを結成したが、シングル1枚のみのリリースで活動は短期間に終わっている[19]。結局すぐにザ・ベンチャーズへ戻ることとなったが、同時期にリリースされたザ・ベンチャーズのレコードには、エドワーズが参加していない曲がいくつか存在しているという。活動自体については、ザ・ベンチャーズ側との間に契約上の問題は特になく、友好的な関係はあったという[5]。
- ザ・ベンチャーズを脱退した直後の1960年代末にシングル盤を録音している[20]。友人でレーベルのオーナーでもあったビル・ライリーに依頼されてのことであったが、リリース直前にライリーが自動車事故に遭い他界したため、プロモーション盤が300枚作られたのみでお蔵入りとなってしまった[21]。現在、同シングル盤は希少品と看做され、中古レコード市場では高値で扱われている[21]。
- 1970年代末のインタビューで好きな日本の食べ物はと聞かれた際、ハンバーガーと答えたことがある。
- 時期は不明だが、シカゴの空港で乗り換え待ちをしていたところ、偶然居合わせたエリック・クラプトンが握手を求めてきたという。
- 寺内タケシとは初期の来日時に同じステージを踏んで以来親友となり、コンサート、および複数のアルバムで共演している。また、加山雄三とも自ら愛用のモズライトギターを進呈するなど公私に渡り親交が深い。加山主宰のコンサートにも度々ゲスト出演している。
- ザ・ベンチャーズの3代目リード・ギタリストであるジェリー・マギーは、ボブ・ボーグルの代役として1984年の日本ツアーにベーシストとして参加したことがあった。それまでエドワーズとマギーは一度も面識がなく、この時が初共演であったという。

## ディスコグラフィ

### アルバム
- 『栄光のノーキー・エドワーズ』 - Nokie! (1971年)　東芝音楽工業　SP-80355
- 『アゲイン!』 - Again! (1972年)　東芝音楽工業　ISP-80546
- 『キング・オブ・ギター』 - King of Guitars (1973年)　東芝音楽工業　ISP-80859
- 『栄光のギタリスト』 - Glorious Guitarist (1974年)　東芝EMI ISP-97019
- 『日米エレキ大合戦 寺内タケシ vs ノーキー・エドワーズ』 - Terry vs. Nokie (1986年) ※with 寺内タケシ
- 『寺内タケシ vs ノーキー・エドワーズ2』 - Terry Terauchi & Nokie Edwards 2 (1987年) ※with 寺内タケシ
- 『ボース・サイド・ノーキー』 - Both Sides of Nokie (1988年) - TPI プライベート盤。
- 『ノーキー・エドワーズVol.1〜グレイテスト・ワールド・ヒット』 - Vol. 1 - The Greatest World Hits (1989年) キングレコード 292A 82
- 『ノーキー・エドワーズvol.2〜グレイテスト・ベンチャーズ・ヒッツ』 - Vol. 2 - The Greatest Hits of the Ventures (1990年) キングレコード
- Merry X-Mas from Nokie Edwards (1992年)
- 『ファースト・スノー・メモリー』 - Nokie and Friends (1994年)　- 洞爺湖イメージ・ソングFirst Snow Memory(Country County)収録。日本盤はボーナス・トラック4曲収録。テイチクTECX-25767
- 『セレブレイション』 - 1995 Celebration (1995年)
- Present for My Japanese Friends (1997年)
- Carvin' It Out (1999年)
- 『1999 プラグド&アンプラグド』 - 1999 Plugged & Unplugged (1999年)
- Pickin' It Up (2000年)
- No Boundaries (2001年)
- Hitchhiker (2003年)
- Plays Gospel Music (2003年)
- Just for Jake (2003年)
- A Tribute to the Beatles (2004年)
- Hitchhiker Heals Hearts (2004年)
- Nokie Plays the 50s, 60s, and 70s (2005年)
- Crossover (2005年)
- Just Doing My Job (2006年)
- The Golden Fingers of Nokie Edwards (2007年)
- Nokie's Classics (2008年)
- Guitar Message（2008年）キングレコードBZCS-5017
- Hitchin' a Ride (2009年)
- Nokie Rocks The Ventures (2012年)
- Nokie Plays Latin (2013年)
- Songs for Healing Heart (2014年)
- 80 & Pickin' with My Friends (2015年)
- Picks On the Beatles (2020年)